# Parafia św. Mateusza Apostoła i Ewangelisty w Warszawie
Parafia Świętego Mateusza Apostoła i Ewangelisty w Warszawie – parafia rzymskokatolicka należąca do dekanatu bródnowskiego, diecezji warszawsko-praskiej, metropolii warszawskiej Kościoła katolickiego, w Warszawie. 

## Historia
Parafia została erygowana w 2005. Obecny kościół parafialny to tymczasowa kaplica. Obok trwa budowa nowego kościoła, który ma być jednocześnie sanktuarium św. Gabriela od Matki Bożej Bolesnej
Od 2009 jest obsługiwana przez Ojców Pasjonistów. Posługę duszpasterską w parafii pełnią ojcowie: o. Przemysław Śliwiński CP, o. Jerzy Słowikowski CP, o. Piotr Sułkowski CP, o Jacek Wróblewski CP, o. Sebastian Walak CP oraz o. Grzegorz Szczygieł CP.  
20 września 2014 r. został poświęcony kamień węgielny i nadany tytuł nowej świątyni (znajdującej się obok) Świętego Gabriela od Matki Bożej Bolesnej i Młodych Świętych.

## Proboszczowie (od 2005)
- ks. Zdzisław Konkol – 2005 do 2009
- o. Mariusz Ratajczyk CP – 2009 do 2013
- o. Przemysław Śliwiński CP – od 2013